# Ernst Herzfeld
Pour les articles homonymes, voir Herzfeld.
Ernst Emil Herzfeld (23 juillet 1879–21 janvier 1948) est un archéologue et iranologue allemand.

## Biographie
Herzfeld est né à Celle en province de Hanovre. Il étudie l'architecture à Munich et à Berlin, et suis en même temps des cours d'assyriologie, d'histoire antique et d'histoire de l'art.
Il assiste Walter Andrae entre 1903 et 1905 lors des fouilles menées à Assour, puis voyage ensuite beaucoup en Irak et en Perse au début du XXe siècle. Il a fouillé et documenté de nombreux sites historiques en Turquie, Syrie, en Perse, et surtout en Mésopotamie (à Bagdad et Ctésiphon par exemple). Il conduit à Samarra les premières fouilles d'un site de la période islamique en 1911-1913. Après son service militaire au cours de la Première Guerre mondiale, il est nommé professeur à plein temps pour le cours « Landes- und Altertumskunde des Orients » à Berlin en 1920. Ce cours est le premier cours au monde d'archéologie du Proche et du Moyen-Orient. En 1923-1925, il commence à mener des explorations en Perse et décrit les ruines les plus importantes du pays pour la première fois. Il déménage en 1925 à Téhéran et reste là-bas la plupart de son temps jusqu'en 1934. Il aide à créer une loi iranienne sur les antiquités et fouille les capitales achéménides de Pasargades et Persépolis.
Il quitte l'Iran en 1935 ayant l'intention de passer une année à Londres, mais il ne revient plus, car il est forcé à cause de la loi allemande de quitter son poste en 1935 en raison de ses origines juives. Il devient membre de l'Institute for Advanced Study à Princeton entre 1936 et 1944. Il meurt à Bâle, en Suisse, en 1948.